# Biełuwica
Biełuwica – dawna wieś. Tereny, na których leżała, znajdują się obecnie na Białorusi, w obwodzie witebskim, w rejonie głębockim, w sielsowiecie Zalesie.
Dawniej używana nazwa – Biełuńce.

## Historia
W czasach zaborów w gminie Zalesie, w powiecie dzisieńskim, w guberni wileńskiej Imperium Rosyjskiego.
W latach 1921–1945 wieś leżała w Polsce, w województwie wileńskim, w powiecie dziśnieńskim, w gminie Zalesie.
Według Powszechnego Spisu Ludności z 1921 roku zamieszkiwało tu 26 osób, 17 było wyznania rzymskokatolickiego a 9 prawosławnego. Jednocześnie 17 mieszkańców zadeklarowało polską a 9 białoruską przynależność narodową. Było tu 5 budynków mieszkalnych. W 1931 w 5 domach zamieszkiwało 19 osób.
Wierni należeli do parafii prawosławnej w Zalesiu i rzymskokatolickiej w Głębokiem. Miejscowość podlegała pod Sąd Grodzki w Łużkach i Okręgowy w Wilnie; właściwy urząd pocztowy mieścił się w Zalesiu.